# Élections sénatoriales de 2020 au Montana
Les élections sénatoriales de 2020 au Montana ont lieu le 3 novembre 2020 afin d'élire 25 des 50 membres du Sénat de l'État américain du Montana.

## Système électoral
Le Sénat du Montana est la chambre haute de son parlement bicaméral. Il est composé de 50 sièges pourvus pour quatre ans mais renouvelé par moitié tous les deux ans au scrutin uninominal majoritaire à un tour dans autant de circonscriptions que de sièges à pourvoir.

## Résultats
|       | Parti républicain | 30 | 16 | 17 | 31 | 1             |  |  |  |
|       | Parti démocrate   | 20 | 9  | 8  | 19 | 1             |  |  |  |
|       |                   |    |    |    |    |               |  |  |  |
| Total | Total             | 50 | 25 | 25 | 50 | en stagnation |  |  |  |